# Mesoplodon
Mesoplodon é um gênero de baleias-bicudas encontrado em todos os mares e oceanos.

## Espécies
- Mesoplodon bidens (Sowerby, 1804) - Baleia-bicuda-de-sowerby
- Mesoplodon bowdoini Andrews, 1908 - Baleia-bicuda-de-bowdoin
- Mesoplodon carlhubbsi Moore, 1963 - Baleia-bicuda-de-hubbs
- Mesoplodon densirostris (de Blainville, 1817) - Baleia-bicuda-de-blainville
- Mesoplodon eueu Carroll et al, 2021 - Baleia-bicuda-de-ramari
- Mesoplodon europaeus (Gervais, 1855) - Baleia-bicuda-de-gervais
- Mesoplodon ginkgodens Kamiya e Nishiwaki, 1958 - Baleia-bicuda-de-ginkgo
- Mesoplodon grayi von Haast, 1876 - Baleia-bicuda-de-gray
- Mesoplodon hectori (Gray, 1871) - Baleia-bicuda-de-hector
- Mesoplodon hotaula Deraniyagala, 1963[2] - Baleia-bicuda-de-deraniyagala
- Mesoplodon layardii (Gray, 1865) - Baleia-bicuda-de-layard
- Mesoplodon mirus True, 1913 - Baleia-bicuda-de-true
- Mesoplodon perrini Baker, Baker, Dalemout, van Heuden e Mead, 2002 - Baleia-bicuda-de-perrin
- Mesoplodon peruvianus Mead, Reyes e van Waerebeek, 1991 - Baleia-bicuda-pigméia
- Mesoplodon stejnegeri True, 1885 - Baleia-bicuda-de-stejneger
- Mesoplodon traversii (Gray, 1874) - Baleia-bicuda-de-bahamonde